# Elachyleon punctipennis
Elachyleon punctipennis is een insect uit de familie van de mierenleeuwen (Myrmeleontidae), die tot de orde netvleugeligen (Neuroptera) behoort. 
Elachyleon punctipennis is voor het eerst wetenschappelijk beschreven door Esben-Petersen in 1927.